# Kanizsai László
Kanizsai László (fl. 1431–1477), királyi lovászmester, Zala vármegye főispánja, nagybirtokos.

## Élete
A Dunántúlon nagybirtokos, a bárók rendjéhez tartozó Zala vármegyei főnemesi Kanizsai család sarja. Apja Kanizsai László (fl. 1411–1434), Sopron vármegye főispánja, nagybirtokos, anyja Garai Dorottya (fl. 1434–1443). Az apai nagyapja Kanizsai István (fl. 1369–1427), ajtónállómester, székely ispán, nagybirtokos volt. Az anyai nagyszülei Garai Miklós nádor és Cillei Anna voltak.
1456-ban résztvevője volt a híres nándorfehérvári diadalnak, 1457-ben Hunyadi Mátyással fogságba esett, de megszökött. 
1458. és 1466. között Zala vármegye főispánja. 1461-től erdélyi vajda, 1464-67-ig királyi lovászmester volt.

## Házasságai és leszármazottjai
Második felesége Hédervári Katalin (fl. 1489) volt. Házasságából három fia született:
- Kanizsai László (fl. 1468–1500), Horvátországi és szlavóniai bán, nagybirtokos.
- Kanizsai János (fl. 1468–1522), Neuburg grófja, nagybirtokos. Neje: guthi Ország Katalin (fl. 1478–1510)
- Kanizsai István (fl. 1471–1505), pohárnokmester, nagybirtokos.
- Kanizsai Dorottya (fl. 1489).